# Douche à l'italienne

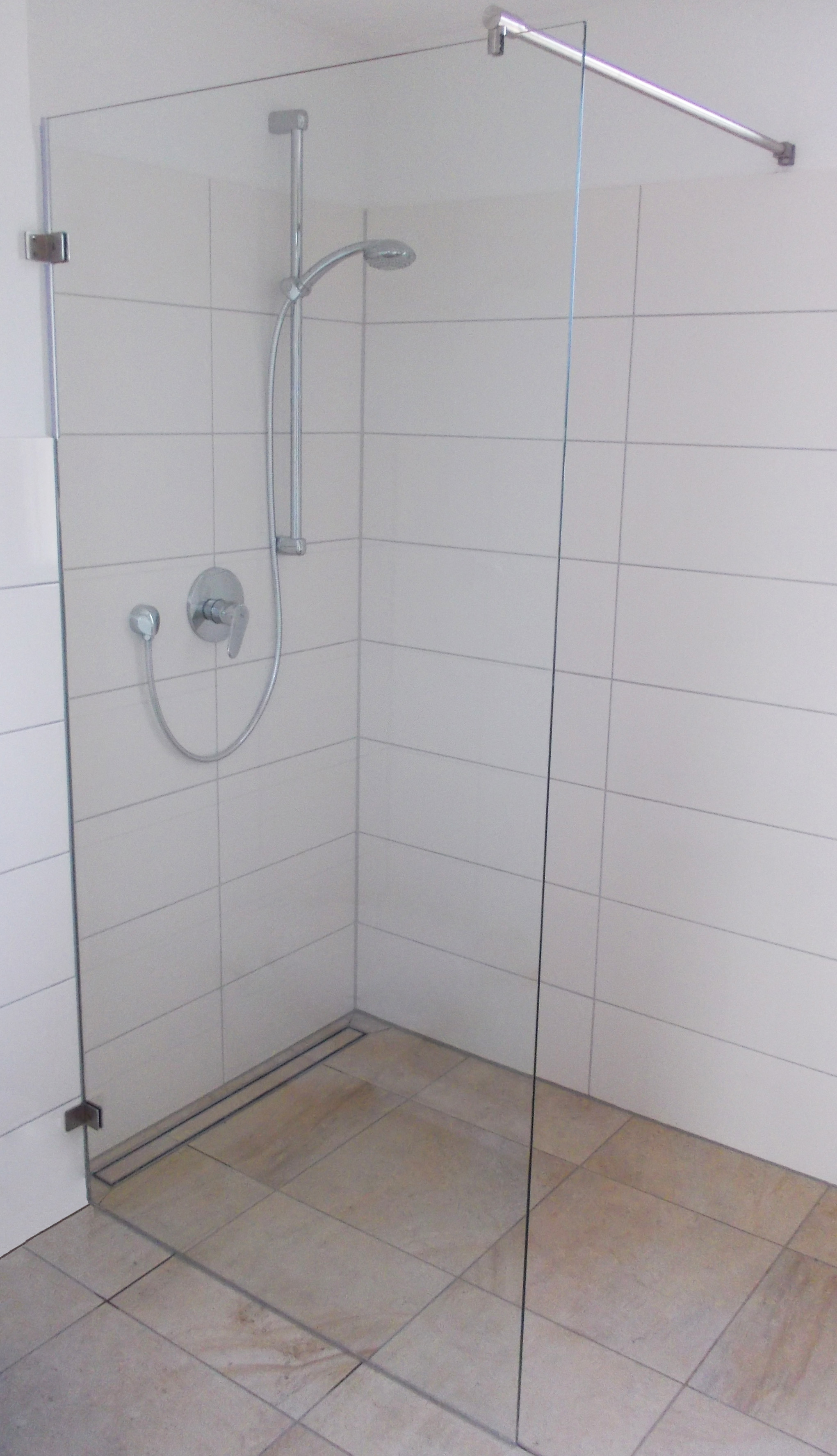
Une douche à l'italienne avec une paroi de douche.

Une douche à l'italienne ou douche de plain-pied est une douche sans marche, au ras du sol, adaptée aux personnes handicapées et aux seniors. Cette douche de plain pied peut néanmoins être munie d'un ressaut de quelques centimètres dans le cas du remplacement d'une baignoire par une douche, pour permettre le raccordement à l'évacuation des eaux usées préexistante.
Ce type de salle de bain, inspirée des thermes de la Rome antique, est de plus en plus demandé au gré du vieillissement de la population.
Le sol présente une légère pente (de quelques centimètres par mètre) pour assurer l'écoulement de l'eau usée.

## Étanchéité des douches à l'italienne
La douche à l'italienne est très sensible au risque d'infiltration d'eau. Il est nécessaire de mettre en place une étanchéité sur le plancher afin d'éviter les infiltrations à travers le plancher ou entre le plancher et les murs ou cloisons. La surface de plancher à étancher est fonction de la contention des projections d'eau : en l'absence de rideaux de douche ou de paroi de douche, toute la pièce doit être étanchée tandis que la surface peut être réduite à un mètre autour de la douche en présence de ces éléments.
Dans le bâtiment, deux techniques de construction sont utilisées pour étancher les planchers des douches de plain-pied : le système d’étanchéité liquide (SEL), qui se compose de produits liquides ou pâteux qui en séchant ou par polymérisation deviennent un revêtement d’étanchéité, et le système d’étanchéité de planchers intermédiaires (SÉPI), des nattes préfabriquées en matériau de synthèse.

## Adaptation d'une douche italienne pour les personnes à mobilité réduite

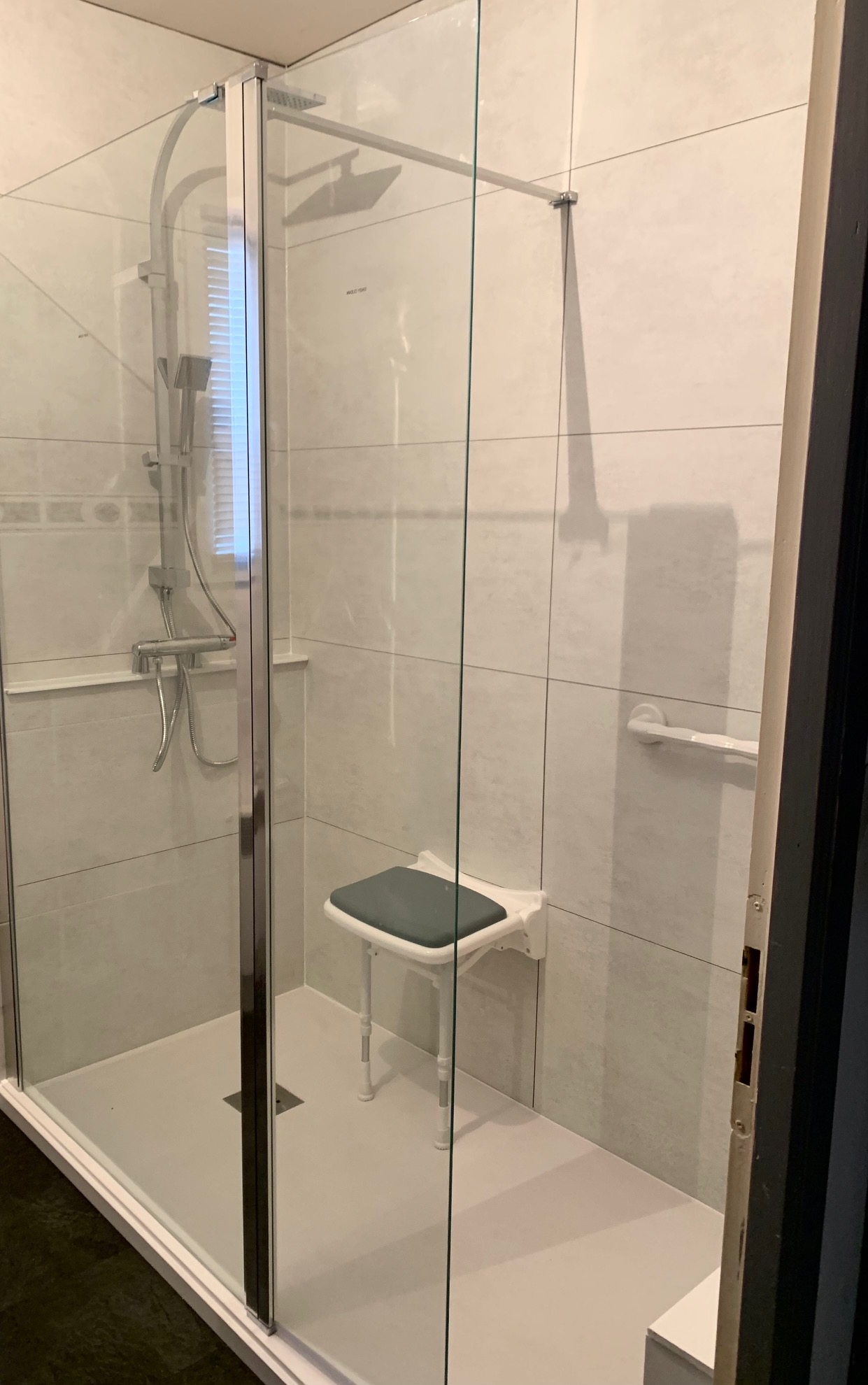
Douche italienne pour les personnes à mobilité réduite.

Une douche italienne sécurisée est un type de douche adapté en particulier aux personnes à mobilité réduite ou ayant des problèmes de perte d’autonomie et contribue essentiellement au confort et à la réduction des chutes dans la salle de bain.
Ce type de douche présente plusieurs caractéristiques particulières :
- l'espace d'ouverture de la douche doit être large (au moins 90 cm) et sa configuration doit faciliter les mouvements avec un fauteuil roulant ;
- il est conseillé d'utiliser des robinets thermostatiques et leur hauteur doit être facilement accessible ;
- la douche doit se faire au niveau du sol ou, si cela n'est pas possible pour des raisons techniques, un receveur extra-plat avec des propriétés antidérapantes et la possibilité d'ajouter une rampe d'accès ;
- l'installation d'accessoires de sécurité, tels que les barres de maintien et le siège de douche ergonomique.

Toutes ces caractéristiques ont été conçues pour faciliter l'accès à l'espace douche par rapport à une baignoire traditionnelle, réduisant ainsi la nécessité de mouvements difficiles et permettant l'assistance au bain par un membre de la famille ou un professionnel.

## Législation

### France
La construction de douche à l'italienne devient obligatoire en France :
- pour les permis de construire déposés à partir du 1er janvier 2021, pour les appartements en rez-de-chaussée et les maisons individuelles ;
- pour les permis de construire déposés à partir du 1er juillet 2021, pour les appartements desservis par un ascenseur[5]

Par ailleurs, le document technique unifié 52.2, comprenant les règles de mise en œuvre des carrelages, précise qu'un carrelage ne permet pas d'assurer l'étanchéité.